# Aufnahme farkasfalka
Az Aufnahme farkasfalka a Kriegsmarine tengeralattjárókból álló második világháborús támadóegysége volt, amely összehangoltan tevékenykedett 1942. március 7. és 1942. március 11. között az Atlanti-óceán északi részén, a sarki vizeken, Skandináviától északra. Az Aufnahme (Fogadtatás) farkasfalka négy búvárhajóból állt, amelyek nem süllyesztettek el hajót. A tengeralattjárók nem szenvedtek veszteséget.

## A farkasfalka tengeralattjárói
| A hajó száma | Parancsnoka          | Részvétel kezdete | Részvétel vége    |
| ------------ | -------------------- | ----------------- | ----------------- |
| U–377        | Otto Köhler          | 1942. március 7.  | 1942. március 11. |
| U–403        | Heinz-Ehlert Clausen | 1942. március 7.  | 1942. március 11. |
| U–454        | Burckhard Hackländer | 1942. március 7.  | 1942. március 10. |
| U–589        | Hans-Joachim Horrer  | 1942. március 9.  | 1942. március 11. |